# Домбрувка (Радзейовський повіт)
Домбрувка (пол. Dąbrówka) — село в Польщі, у гміні Битонь Радзейовського повіту Куявсько-Поморського воєводства.
Населення — 184 особи (2011).
У 1975-1998 роках село належало до Влоцлавського воєводства.

## Демографія
Демографічна структура станом на 31 березня 2011 року:
|          | Загалом | Допрацездатний вік | Працездатний вік | Постпрацездатний вік |
| -------- | ------- | ------------------ | ---------------- | -------------------- |
| Чоловіки | 97      | 20                 | 61               | 16                   |
| Жінки    | 87      | 15                 | 45               | 27                   |
| Разом    | 184     | 35                 | 106              | 43                   |